# Ainu Times
Die Ainu Times (Ainu und japanisch アイヌタイムズ, Ainu Taimuzu) ist eine vierteljährlich erscheinende Zeitung aus Japan. Sie wird vom Ainugo-Penclub herausgegeben und erscheint seit der Erstauflage im März 1997 vierteljährlich. Ihr jetziger Herausgeber ist Takashi Hamada. Die Artikel der Zeitung sind ausschließlich in Ainu verfasst, der Sprache der Minderheitenvolksgruppe der Ainu auf Hokkaidō. Die Artikel werden hauptsächlich in japanischer Katakana-Schrift verfasst, stellenweise auch in Romaji. Der Umfang beträgt ungefähr 12 Seiten, wobei inhaltlich, aufgrund des vierteljährlichen Erscheinungsdatums, nicht das Tagesgeschehen im Vordergrund steht. Seit ihrer Erscheinung ist die Ainu Times unterbrechungsfrei erschienen und liegt mittlerweile in der 74. Ausgabe vor (Stand: April 2021). Sprachlich versucht sie, traditionelle Ainu-Begriffe zu verwenden und nur in Ausnahmefällen japanische Lehnwörter einzusetzen. 
Im Ladengeschäft ist die Ainu Times ausschließlich in Sapporo zu erhalten, außerdem kann sie im Abonnement für 1500 Yen jährlich bezogen werden. Zusätzlich zur Ainu-Ausgabe erscheint vierteljährlich eine japanische Übersetzung, jedoch um ein Quartal versetzt.